# ティーシポネー
ティーシポネー（古希: Τισιφονη, Tisiphonê、ラテン語: Tisiphone）は、ギリシア神話に登場する女神。長母音を省略してティシポネとも表記される。

## エリーニュスの1柱
復讐の三女神・エリーニュスの1柱である。ローマ神話ではフリアエの1柱として登場する。その名は「殺人の復讐者」、「殺戮を復讐する女」を意味する。
ガイアの娘で、彼女の姉妹はアレークトーとメガイラである。タルタロスの大門を守ってきた番人であり、血に濡れた衣を纏っている。

## アルクマイオーンの娘
アルクマイオーンとマントーの間に生まれた娘。